# 彭刘杨站
彭刘杨站位于中华人民共和国湖北省武汉市武昌区，是武汉地铁5号线的地铁车站。

## 车站结构
彭刘杨站位于黄鹤楼南路与彭刘杨路（以武昌起义前被清军处决的彭楚藩、劉復基、楊宏勝命名）交叉口北侧，沿黄鹤楼南路南北向设置。本站为地下两层岛式站台车站，车站总长234.4m，标准宽21.3m。车站标准段结构型式采用双层单柱双跨结构。车站分二层布置，地下一层为站厅层，地下二层为站台层。车站共设置3个出入口、2组风亭、1个疏散口。

### 车站出口
|                                                 |      |      |  |
| 出口編號                                        | 設施 | 照片 |  |
| A                                               |      |      |  |
| B₁                                              |      |      |  |
| B₂                                              |      |      |  |
| C                                               |      |      |  |
| 注： 設有升降機 \| 設有輪椅升降台 \| 設有洗手間 |      |      |  |

## 鄰近地點
辛亥革命武昌起义纪念馆、武汉市第三医院、首义广场。

### 内部链接
- 武汉地铁车站列表